# 瑞龍寺 (高岡市)
瑞龍寺（ずいりゅうじ）は、富山県高岡市にある曹洞宗の仏教寺院。山号は高岡山（こうこうざん）。本尊は釈迦如来。開基は前田藩前田家3代目当主前田利常、開山は広山恕陽。高岡城を築城してこの地で亡くなった前田家2代目当主、前田利長を弔うために建立された。仏殿、法堂、山門の3棟が近世禅宗様建築の代表作として、1997年（平成9年）に国宝に指定されている。また2015年（平成27年）4月24日、「加賀前田家ゆかりの町民文化が花咲くまち高岡－人、技、心－」の構成文化財として日本遺産にも認定されている。

## 歴史
加賀藩初代藩主前田利長（1562年 - 1614年）が、織田信長・信忠らの追善のため、文禄3年（1594年）金沢に創建した宝円寺（後に法円寺と改称）が瑞龍寺の前身である。利長は慶長10年（1605年）、44歳で家督を異母弟の利常（1594年 - 1658年）に譲り、自らは隠居した。利長には実子がなかったため、30歳以上年下の異母弟で、当時まだ少年であった利常を養嗣子としたのである。隠居後の利長は金沢から富山に移転するが、富山城の炎上を機に高岡に移り、ここに新たに高岡城を築いた。前述の法円寺は、利長死去の前年である慶長18年（1613年）、高岡に移された。
前田利長は慶長19年（1614年）没し、後を継いだ3代藩主前田利常は、法円寺を利長の菩提寺とし、利長の法名瑞龍院に因んで寺名を瑞龍院と改めた（後、さらに瑞龍寺に改称）。
正保2年（1645年）より造営が開始された。
前田利常は承応3年（1654年）から瑞龍院の伽藍の本格的整備に着手した。建築工事は、前田藩お抱えの大工頭・山上善右衛門嘉広（代々「善右衛門」を名乗る）が棟梁となって進められた。山門、仏殿、法堂が一直線に並び、左右に回廊をめぐらして諸堂を対称的に配置する伽藍配置は中国の径山万寿寺にならったものといい、伽藍整備が完成したのは利長の五十回忌にあたる寛文3年（1663年）頃であった。
瑞龍寺は近世を通じて前田家の手厚い保護を受け、寺領300石を有する大寺であった。延享3年（1746年）の火災で山門を含む伽藍の前半部分が焼失し、山門が再建されたのは、それから約70年後の文政3年（1820年）であった。
江戸時代には総門と山門の間の僧堂（禅堂）側に七間浄頭（東司〔トイレ〕）、大庫裏（おおくり）側には浴室があり、七堂伽藍が揃っていたが、明治時代に入り前田藩の庇護を受けられなくなり困窮し、部材を売るため解体され現在に至っている。
1905年（明治38年）4月4日に同寺所有の宝物『後陽成院御消息』が、1909年（明治42年）4月5日に仏殿が、1928年（昭和3年）4月4日に総門、法堂がそれぞれ旧国宝（現・重要文化財）に指定され、1935年（昭和10年）11月16日から1938年（昭和13年）4月15日にかけて仏殿、総門、法堂の解体工事が実施された。1982年（昭和57年）6月11日には山門、烏蒭沙摩明王堂、高廊下、回廊が国の重要文化財に指定されている。
1985年（昭和60年）から大規模な修理（昭和・平成の大修理）を総工費約23億円を掛けて行ない、1996年（平成8年）までの約10年をかけて完了し、その後、1997年（平成9年）12月3日に国宝に指定されている。これは、新規の国宝建造物指定として1967年（昭和42年）に法隆寺綱封蔵が指定されて以後30年ぶりであった。また富山県下における初の国宝指定であり、2022年（令和4年）12月12日に同市の勝興寺が国宝に指定されるまで富山県唯一の国宝であった。
2000年（平成12年）より春に3日間、夏と冬は2日間、寺院のライトアップと夜間拝観を行っており、冬は、2011年（平成23年）から毎年2月に「夜の祈りと大福市」として行われている。現在は春と夏のみ。
2024年（令和6年）1月1日に発生した能登半島地震では、国宝に指定されている法堂の木壁がずれる、重要文化財の壁が剥がれる、創建当時の灯籠が倒壊するなどの被害が出た。

## 昭和・平成の大修理
大修理以前の瑞龍寺は、禅堂（僧堂）が現在の3分の1の規模、大庫裏にいたっては明治時代初期に解体され建物はまったく残ってはいなかった。1985年（昭和60年）から行われた大修理では、まず解体・発掘調査などが行われ、建物（大庫裏）があったことを示す基礎の大石が現在地で見つかったほか、寺院内に大庫裏の建物に使用されていた数多くの木材を確認、また砺波市の千光寺に大庫裏の玄関部分が移築保存されていることが確認され、大庫裏があったことが証明された。これにより文化庁は、これまでなかった大庫裏を回廊の付属物扱いとして復元を異例承認し再建。禅堂（僧堂）も元の大きさに戻した。また、大茶室は調査により、創建当初の建造物で価値の高いものと分かり、元々国の文化財指定は受けていなかったが、大修理対象となり修復され、左右対称の本来の伽藍配置に戻った。
また現在は失われた、七間浄頭（東司〔トイレ〕）の便槽の跡、浴室の礎石を発掘調査で確認している。これらの2つの建物は将来再建し、七堂伽藍を完全復元する構想があり、すでに設計図が完成しているほか、回廊は昭和・平成の大修理で、七堂伽藍復元を前提とした建築となっている。

## 伽藍

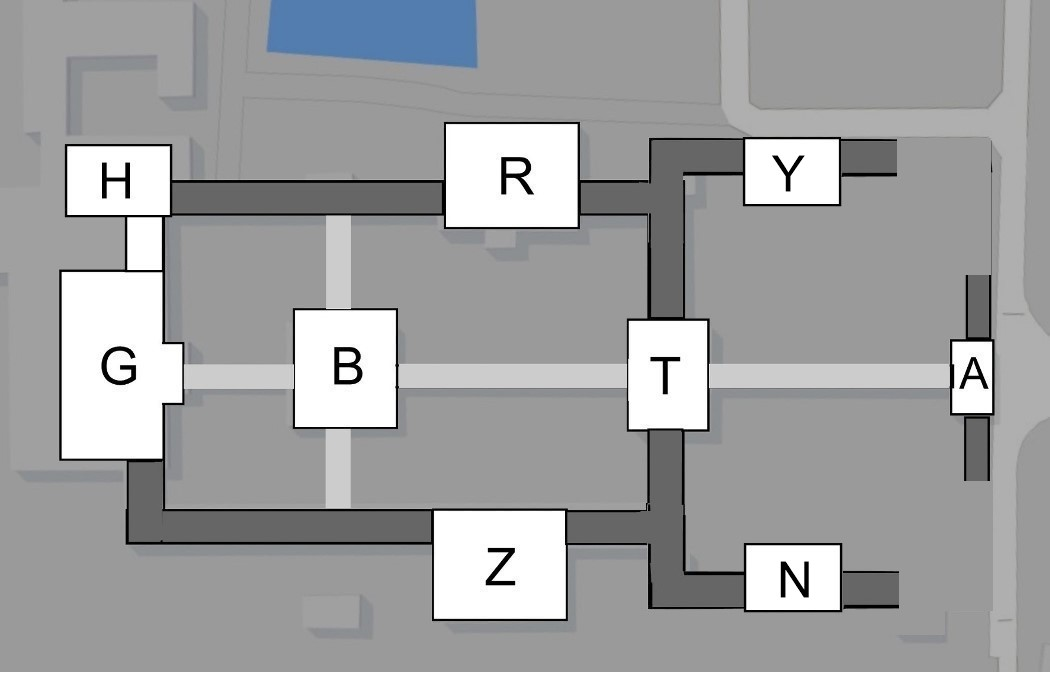
伽藍配置図 A：総門、T：山門、B：仏殿、G：法堂、Y：浴室跡、N：浄頭跡、R：大庫裏、Z：禅堂、H：大茶堂

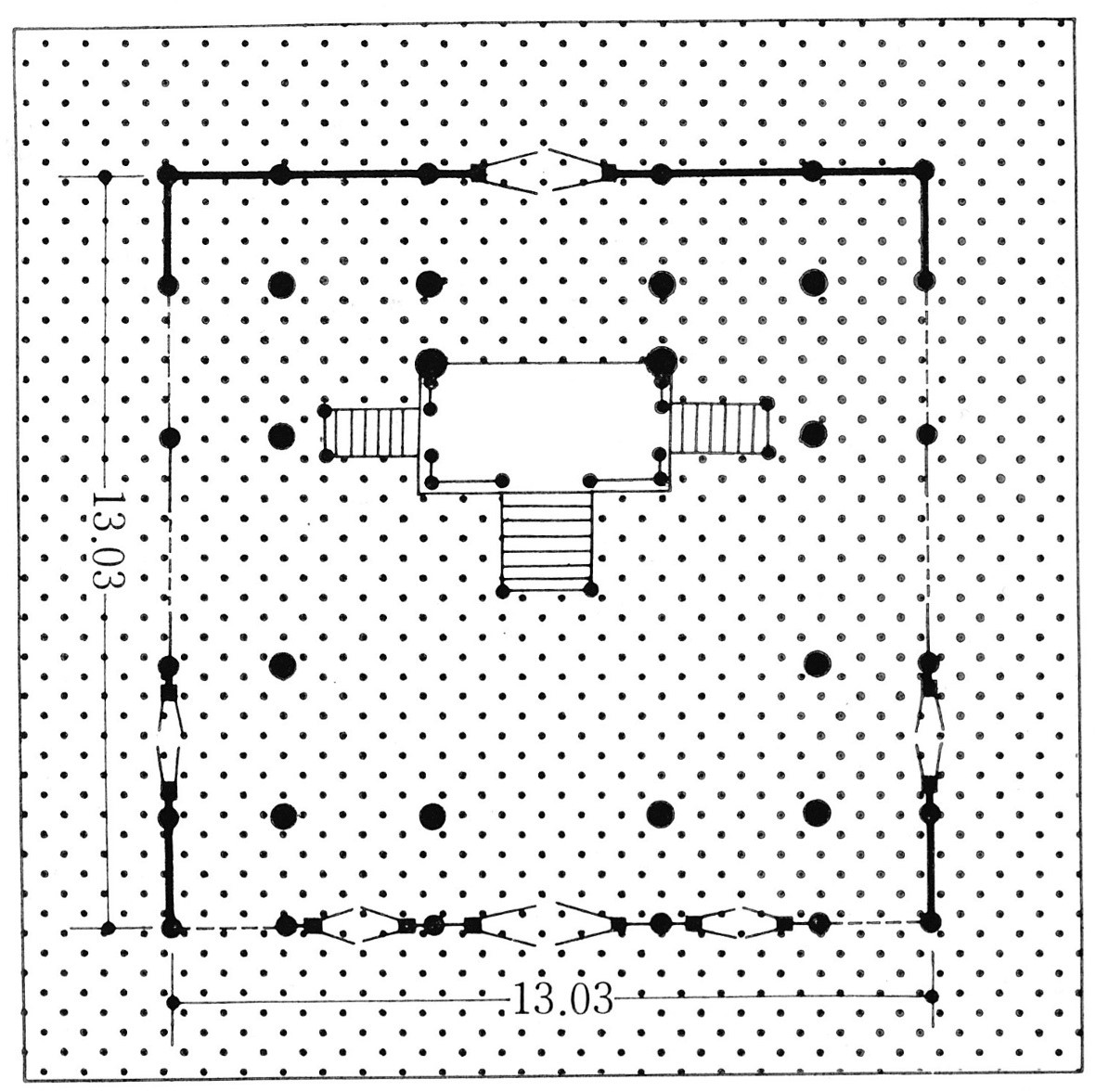
仏殿平面図

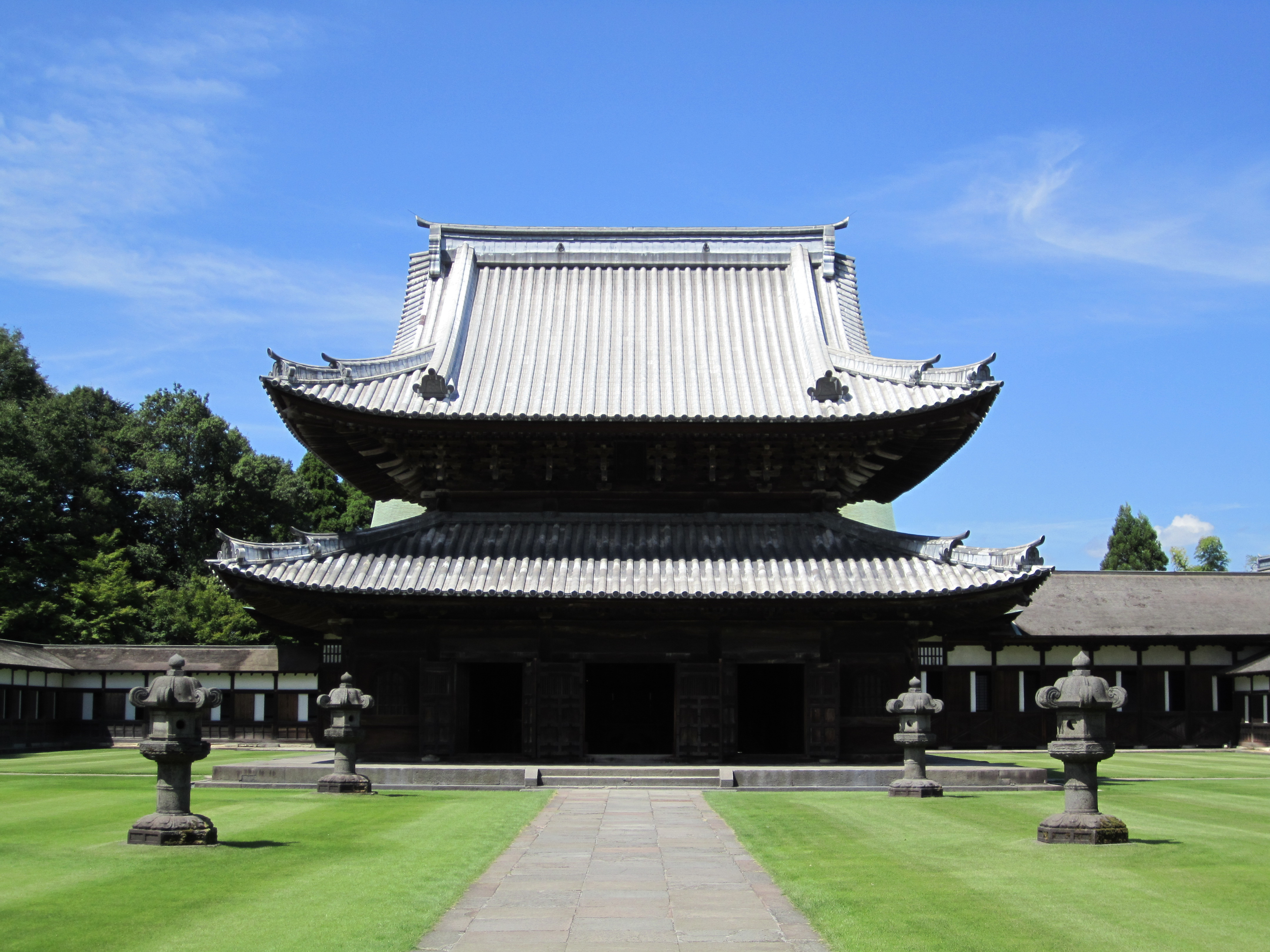
仏殿

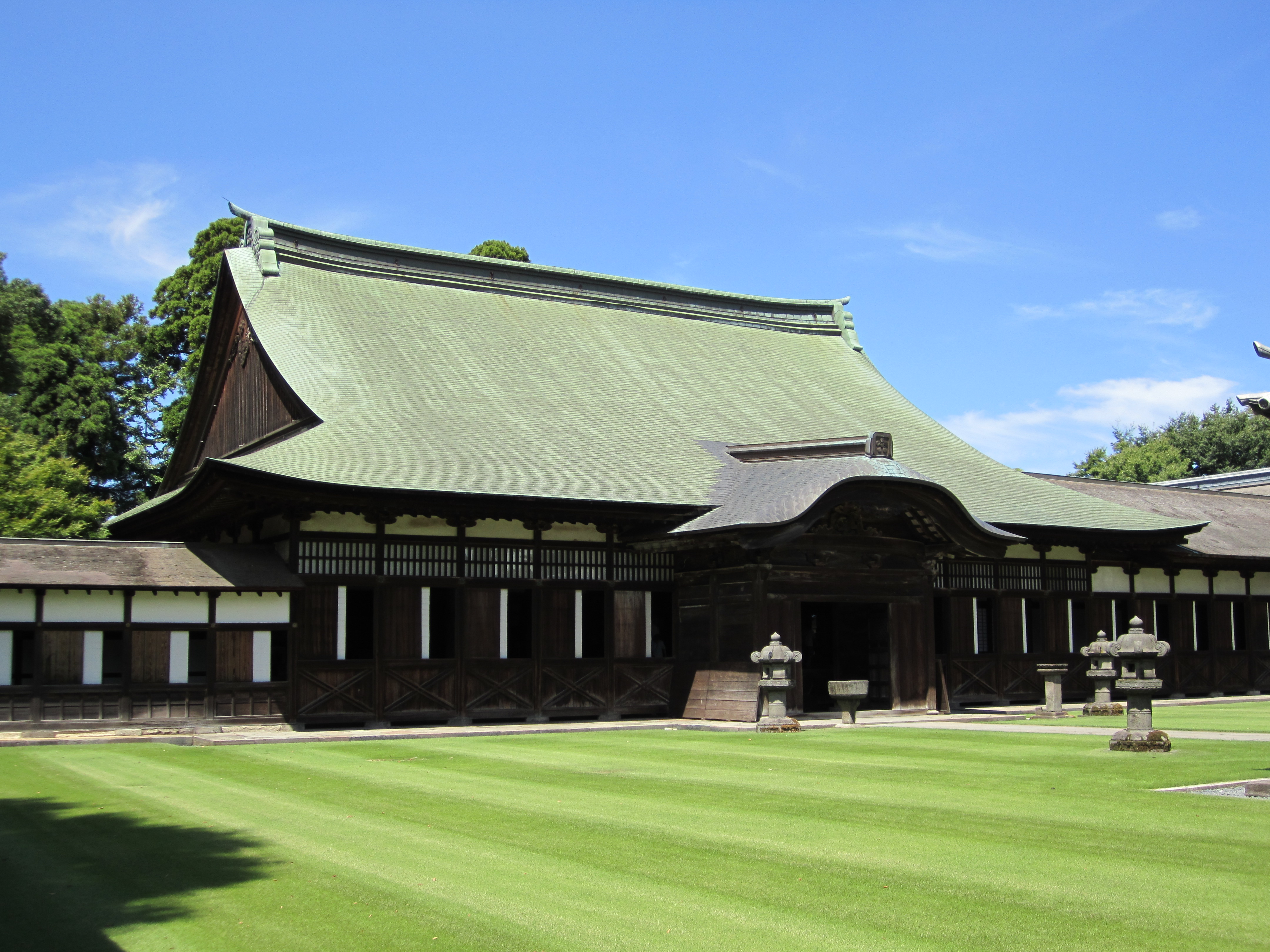
法堂

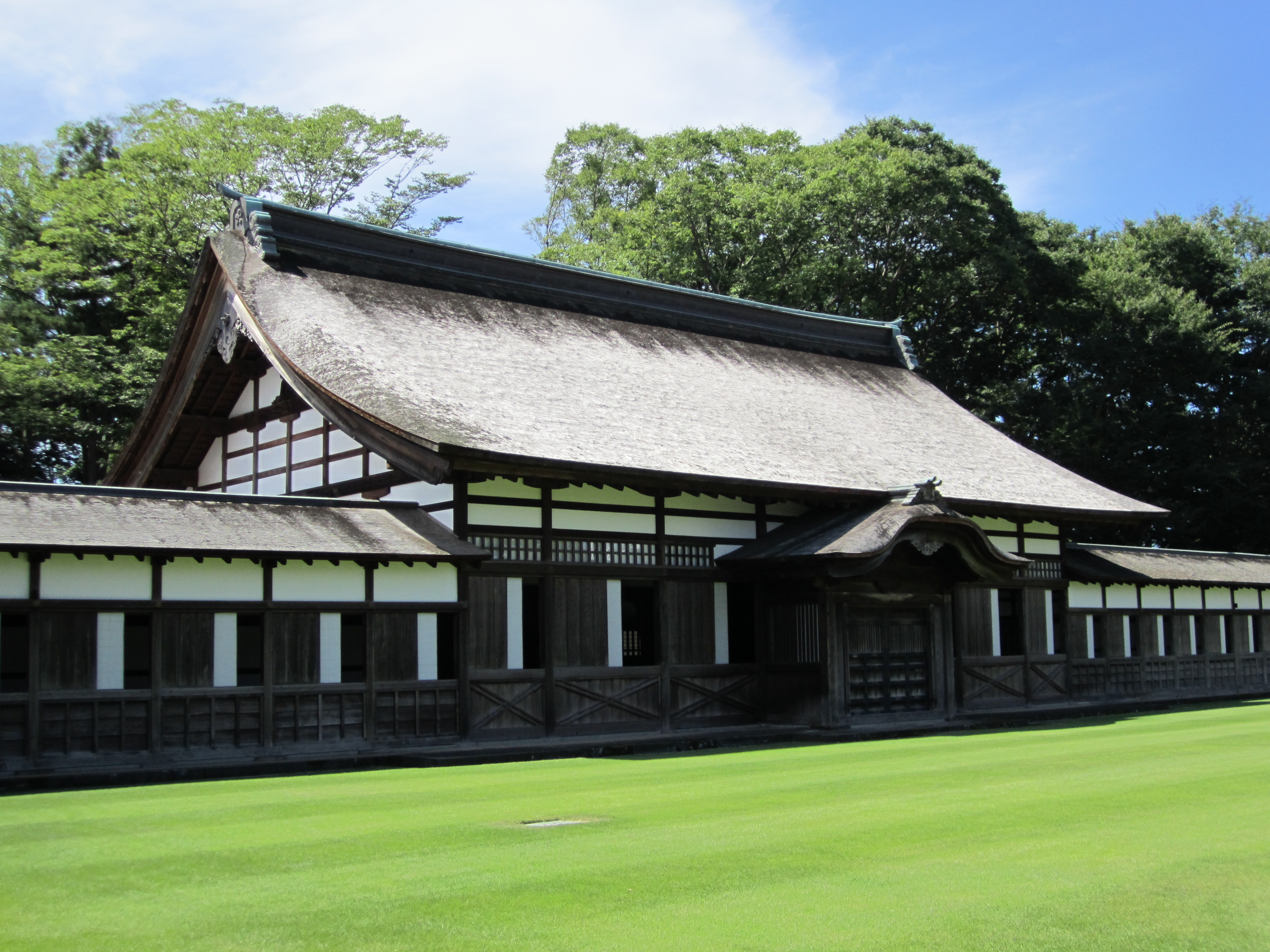
禅堂（僧堂）

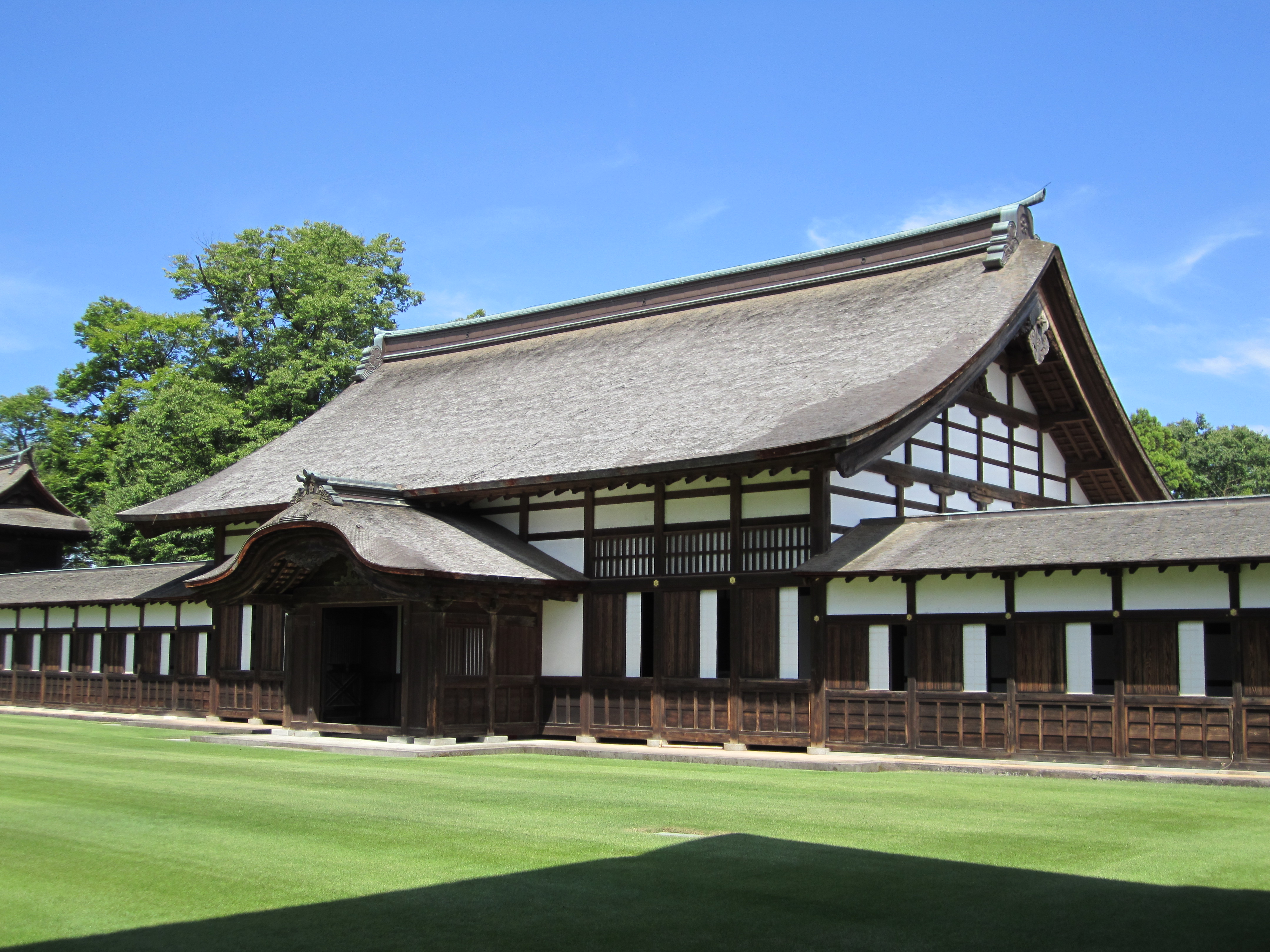
大庫裏

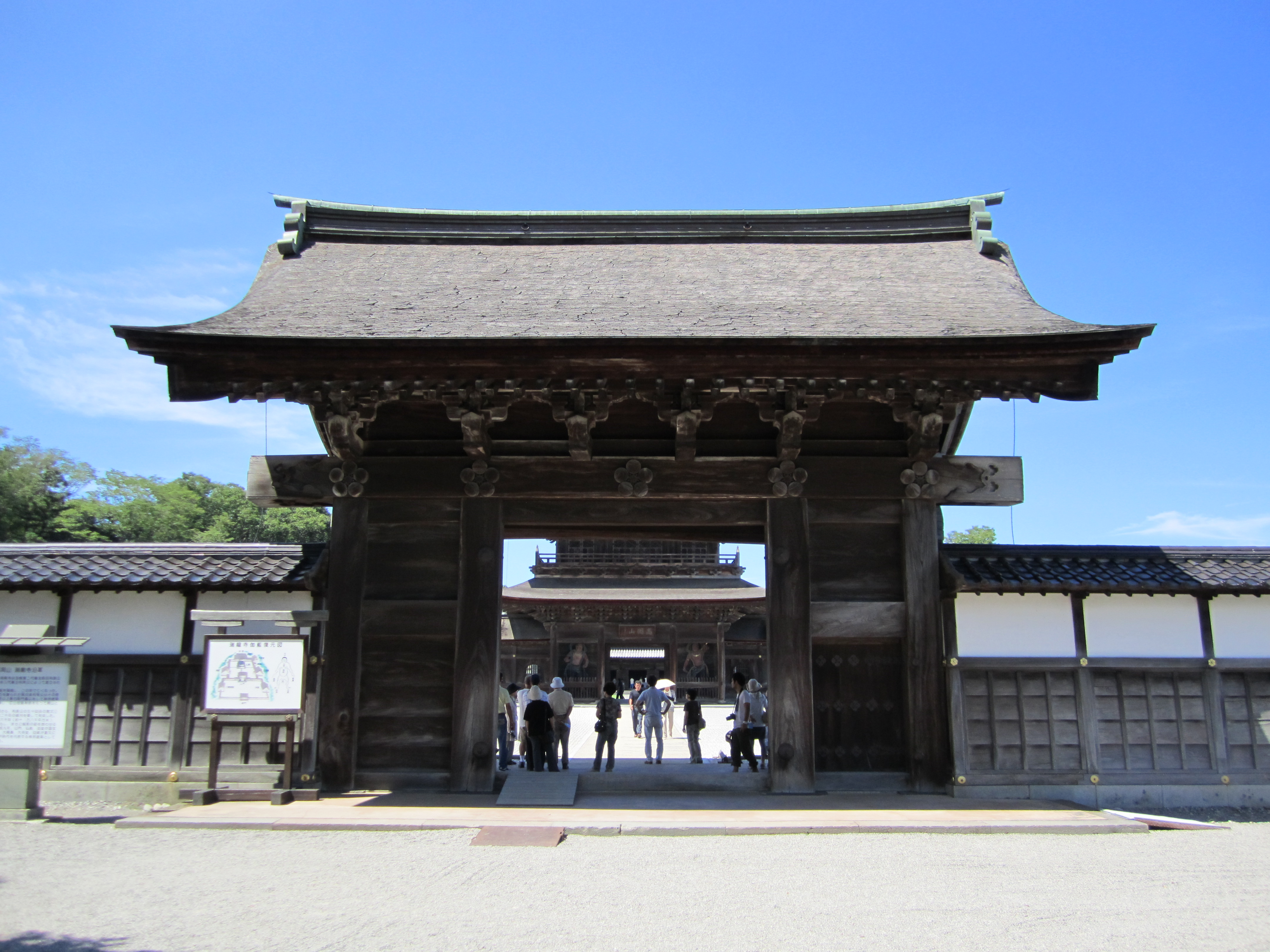
総門
重要文化財。正保年間（1644年 - 1648年）に竣工。正面幅三間の薬医門形式。門扉の金具の模様はどれ一つ同じものはない。

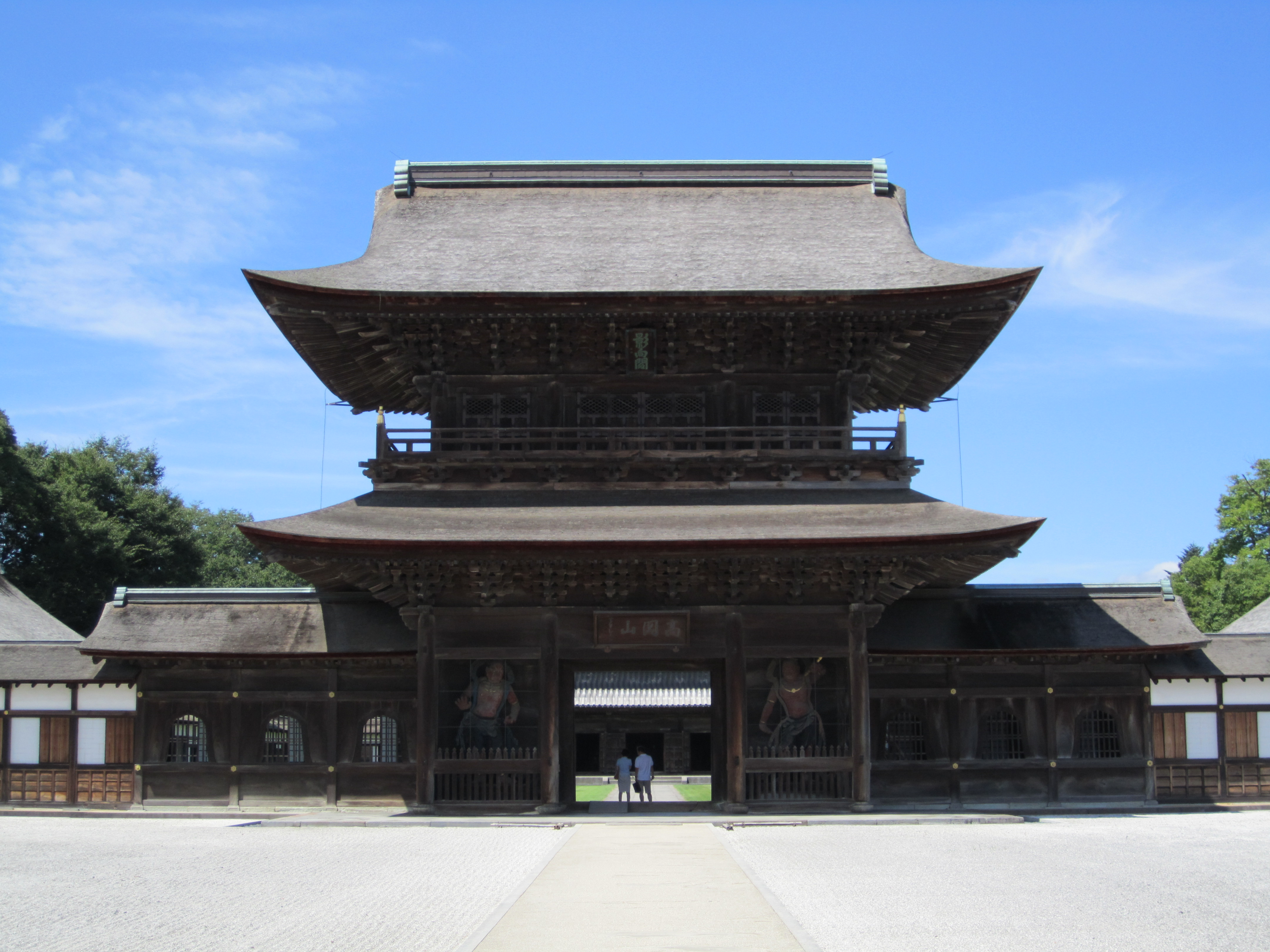
山門
国宝。現在の門は文政3年（1820年）に竣工したものである。高さは約18mで寺院内で最も高い。正保2年（1645年）竣工した山門は万治年間（1658年 - 1661年）に場所を移して建てかえられたが、延享3年（1746年）の火災で焼失した。長らく仮の門が建てられていたが、17世紀天外和尚や町年寄の懇願により、山上善右衛門善順を棟梁として文化11年（1814年）建設着手、文政元年（1818年）に焼失した門と同様の古式な禅宗様式で再建された。
二重門（2階建てで、上層と下層の境にも軒の出をつくるもの）で、屋根は入母屋造、杮（こけら）葺き。二重門では下層の屋根を上層よりも大きくつくることが多いが、この門では上層と下層の屋根の出があまり変わらない。これは積雪時に上層屋根から落下した雪が下層屋根に当たるのを防ぐためとされる。
下層左右には金剛力士（仁王）像、上層内部（楼上）には宝冠釈迦如来と十六羅漢像を安置する。なお楼上は通常一般公開はしていないが、宝物展などが開催される際に公開されることがある。
仏殿
国宝。棟札により万治2年（1659年）の竣工とわかる。
入母屋造、一重裳階（もこし）付きの総欅造りで、屋根は当初杮（こけら）葺きであったが、現状は総重量約47トンの鉛瓦葺きとする。鉛製の瓦を用いる理由は、俗説では非常時に鉄砲の弾にするためともいうが、実際は冬季の積雪対策のためだという。内部を土間床とし、天井の構造材を見せて装飾としている点、組物（柱上にあり、軒や天井を支える構造材）を密に配する点などは禅宗様建築の特色であり、柱、扉、窓などの細部様式も典型的な禅宗様になる。
本尊の釈迦如来坐像と、普賢菩薩、文殊菩薩の釈迦三尊像のほか、達磨座像、跋駄羅尊者像を安置する。釈迦三尊像の上部天井には、前田家の家臣、長連頼（ちょうづらより）九郎左衛門より明暦4年（1658年）に寄進されたといわれる天蓋が架かる。天蓋内側には彩色された木彫「飛天」があり、天女2体が鮮やかな衣をまとい空を舞っている。
法堂
国宝。墨書から明暦元年（1655年）の建立とわかる。
総桧造りの入母屋造、銅板葺き。内部を土間床とする仏殿に対し、法堂は畳敷きで、横2列、縦3列の6部屋を配する方丈形式の間取りで建坪186坪である。手前の3部屋の前面には広縁（板間）があり、その前面は左右に細長い土間廊下とする。こうした平面形式は曹洞宗建築の特色を示す。二代藩主前田利長の位牌を建物中央奥に安置する。
かつて同寺にあった七間浄頭（東司）に祭られていた烏瑟沙摩明王立像を安置する。
僧堂（禅堂）
重要文化財。延享3年（1746年）に焼失したが直後に再建された。
大庫裏
重要文化財（北回廊の一部として）。結露を防ぐために天井には漆喰が塗られ曲線になっている。
建物正面の厨子内に韋駄天尊像（木像、高さ約90cm）が安置される。前田家より1655年〜1657年に寄進されたといわれるもの。
大茶堂
重要文化財。防火建造物である土蔵造りの手法を用い、外壁を大壁とし、内部は土天井とするなど大変珍しいものである。
賓頭盧尊者像を安置する。
回廊
重要文化財。大伽藍を囲む周囲約300mの回廊で、北回廊、南東回廊、南西回廊からなる。回廊の左右の壁は、規則正しく並んだ柱と、白壁、格子枠の障子戸が特徴である。また、北回廊の大茶堂と大庫裏の間には鐘楼がある。
石廟
南西回廊の奥（外側）に、前田利長、前田利家、織田信長、同室正覚院、織田信忠を祀る5つの石廟が並ぶ。

## その他の建物
神社（2社）
神仏習合の時代より瑞龍寺にあった神社。「昭和・平成の大修理」のため、他所に移設したものを令和2年（2020年）7月に敷地内に戻した。もともと2つの社と鎮守堂があったが、鎮守堂は高岡市内にある赤祖父神社に明治初期に売却、2つの社は瑞龍寺境内に残されていた。再移設にともない、社の修復とともに、2つの社を納める木造の、幅5.5m、奥行き約3.7m、高さ約5mの覆屋（おおいや）を新築した。
瑞龍寺文化財保存館
伽藍の外側、大茶堂の北側に位置する。通常は一般公開していないが、宝物展などが開催された際に公開されることがある。

## 文化財

### 国宝
- 瑞龍寺 3棟
  - 仏殿[1]
  - 法堂[2]
  - 山門[3]

### 重要文化財
- 瑞龍寺 7棟[31]
  - 総門[20]
  - 禅堂[24]
  - 大茶堂[27]
  - 高廊下[32]
  - 北回廊（大庫裏と鐘楼付属）[25]
  - 南東回廊[28]
  - 南西回廊[29]
- 紙本墨書後陽成院宸翰御消息

### 富山県指定有形文化財
- 木造烏蒭沙摩明王（うすさまみょうおう）立像: 高さ117cm、同寺最古の室町時代以前の制作で、国内最大級の仏像とされ、前田家より寄進されたといわれる。植村花菜による楽曲のヒット以来「トイレの神様」として人気を得ている[33]。また瑞龍寺には、漆や金粉などで彩色された、高さ約140cmの高岡銅器製の烏蒭沙摩明王像のレプリカがある。この像は、同寺が2011年に制作したもので、当初は彩色はされていなかったが、2021年に入り高岡ロータリークラブからの企画提案を受け彩色が実現した。同年5月に完成した当時の色彩を再現した彩色画をもとに着色されており、同年11月12日に同寺で開眼式が執り行われた[34]。

- 紙本墨書近衛信尋筆懐紙
- 前田家寄進の宝物

### 富山県指定史跡
- 石廟

この他、絵画や墨蹟などの文化財を多数有する。

## 現在は存在しない建物

### 伽藍
七間浄頭（東司〔トイレ〕・浴室）
再建構想があり、設計図が出来上がっている。

### その他
韋駄天堂
瑞龍寺創建当時、現在大庫裏内の厨子に安置されている韋駄天像を安置していた建物。富山市郷土博物館の学芸員が、金沢市立玉川図書館所蔵の、瑞龍寺の伽藍建設中の1660年（万治3年）7月14日に作成された加賀藩の古文書（報告書の写し）より存在を発見したもので、報告書の写しはほぼ同じ内容のものが2通見つかっている。これによると、1660年（万治3年）6月6日より瑞龍寺建設工事に帯同し高岡に滞在した加賀藩横目役2名が、上司の大横目にそれぞれ宛てた報告書を控えとして写したもので、同年7月13日までに韋駄天堂とともに、鎮守堂、衆寮が完成したと記録されている。韋駄天堂は高さ約4mの禅宗様式の独立したお堂に近い建物とされ、廃絶された理由はよくわからないが、韋駄天像は当初韋駄天堂に安置された後、大庫裏内に移設されたものと思われる。
鎮守堂
韋駄天堂とともに1660年（万治3年）に完成したもので、高岡市の赤祖父神社本殿として明治初期に移築し現存している。
衆寮
韋駄天堂とともに1660年（万治3年）に完成した僧が修行するための建物。
裏門（行馬門）
1872年（明治5年）に砺波市の千光寺に移築され、御幸門として現存している。高さ5.3ｍ、幅5.5ｍ。武家屋敷や大寺院の正門に多い「一間薬医門」様式で北陸で最古段階のものであり、砺波市指定文化財に指定されている 。

## 拝観
- 拝観時間 9:00 - 16:30
- 拝観料 500円
- 年に何回かライトアップが行われ、夜間拝観が行われる。
- 年始には無料開放される。

## アクセス
寺は北陸新幹線・JR城端線の新高岡駅とあいの風とやま鉄道(2015年3月13日までは北陸本線)・JR氷見線・JR城端線の高岡駅に挟まれる場所に位置する。寺のすぐ西側を城端線が通るが寺の近くに駅はなく、新高岡駅または高岡駅からのアクセスとなる。
- 北陸新幹線・JR城端線新高岡駅より
  - 徒歩：15分
  - バス：1・2番のりばより加越能バス高岡駅方面行きに乗車、「瑞龍寺口」バス停で下車、徒歩5分
- あいの風とやま鉄道・JR氷見線・JR城端線高岡駅より
  - 徒歩：10分
  - バス：南口1番のりばより加越能バス新高岡駅方面行きに乗車、「瑞龍寺口」バス停で下車、徒歩5分
- 金沢駅より
  - 高速バス：高岡行きに乗車、「瑞龍寺口」バス停で下車、徒歩5分

## ギャラリー

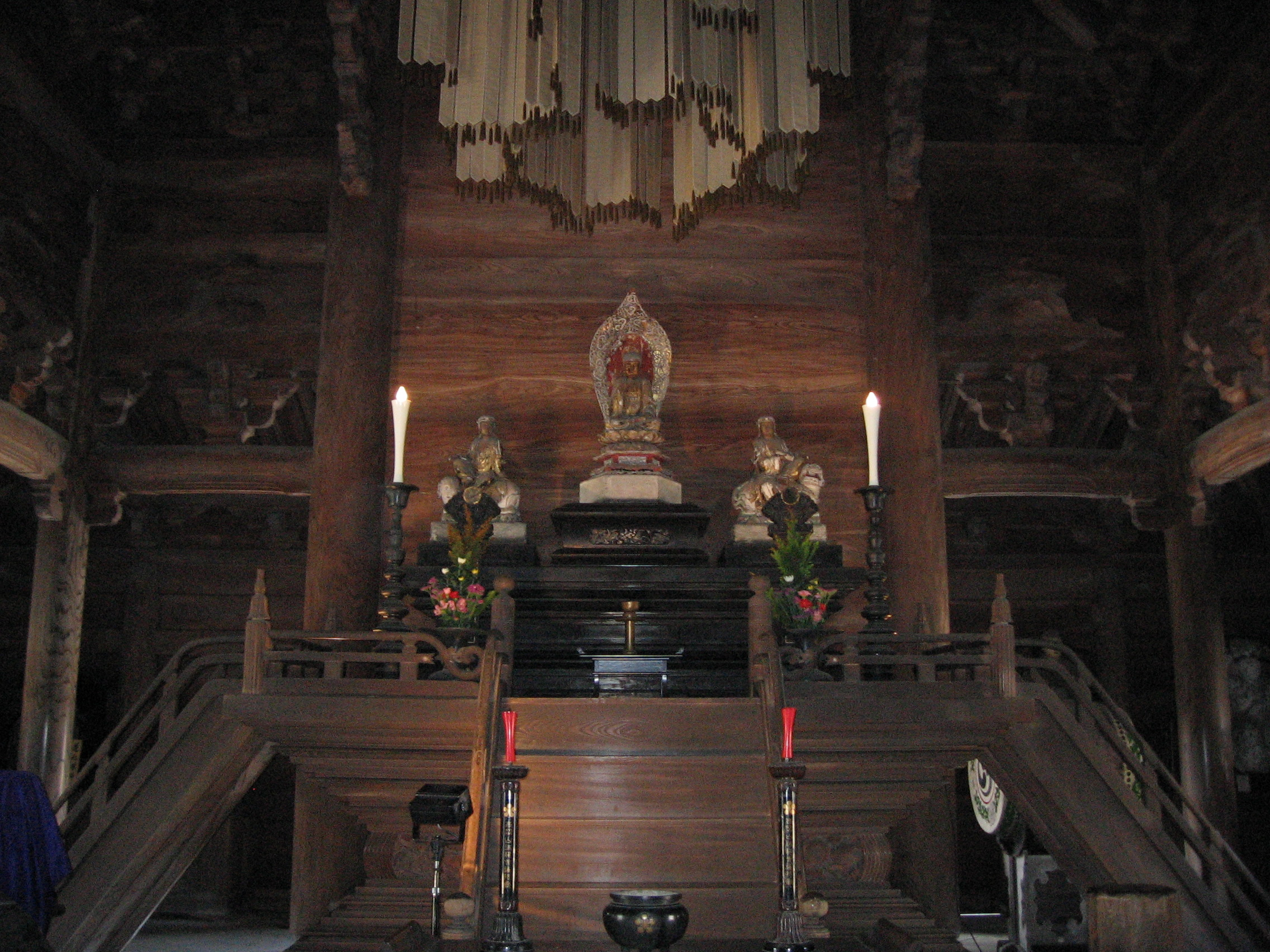
仏殿の内部
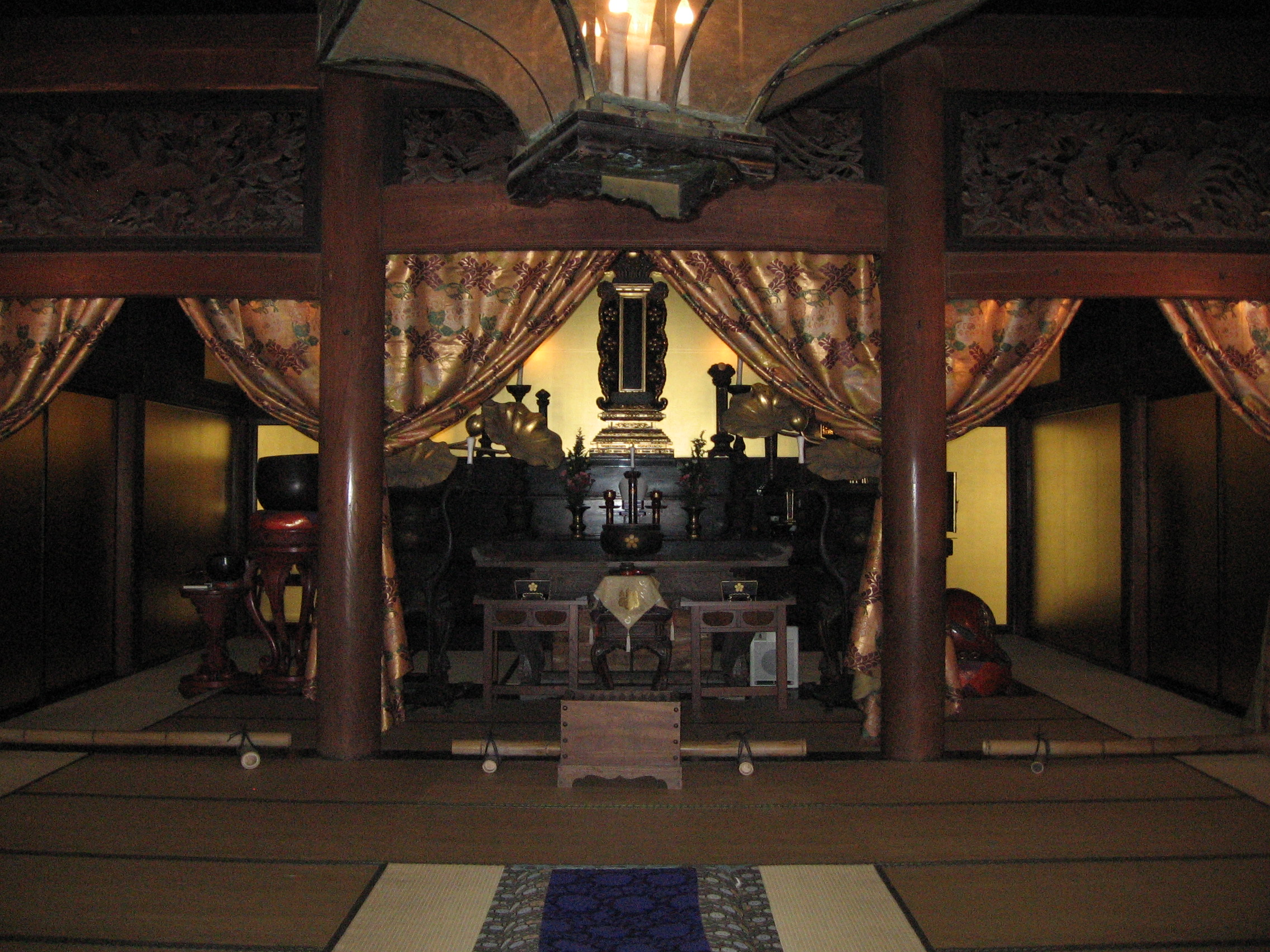
法堂の内部
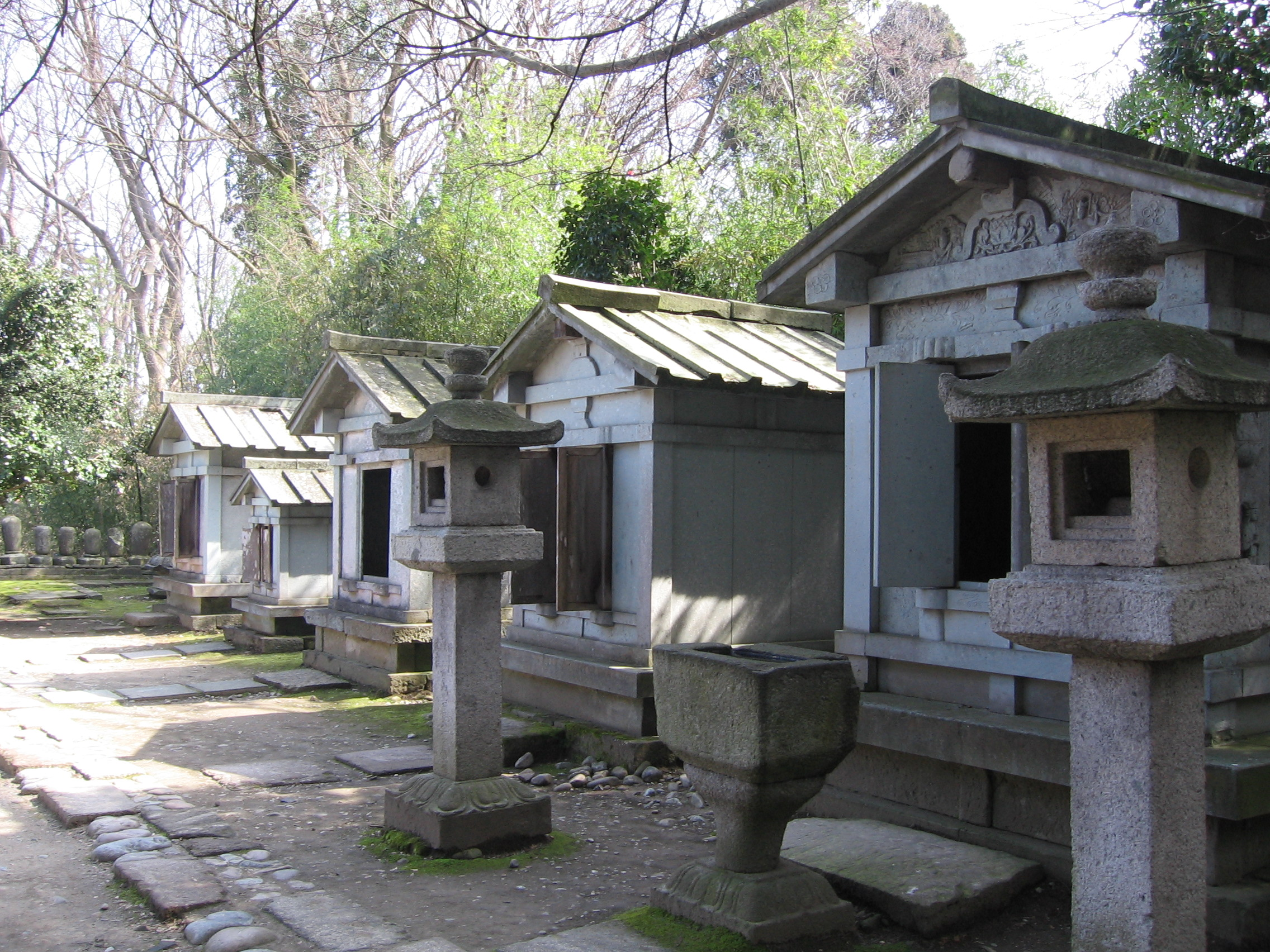
石廟
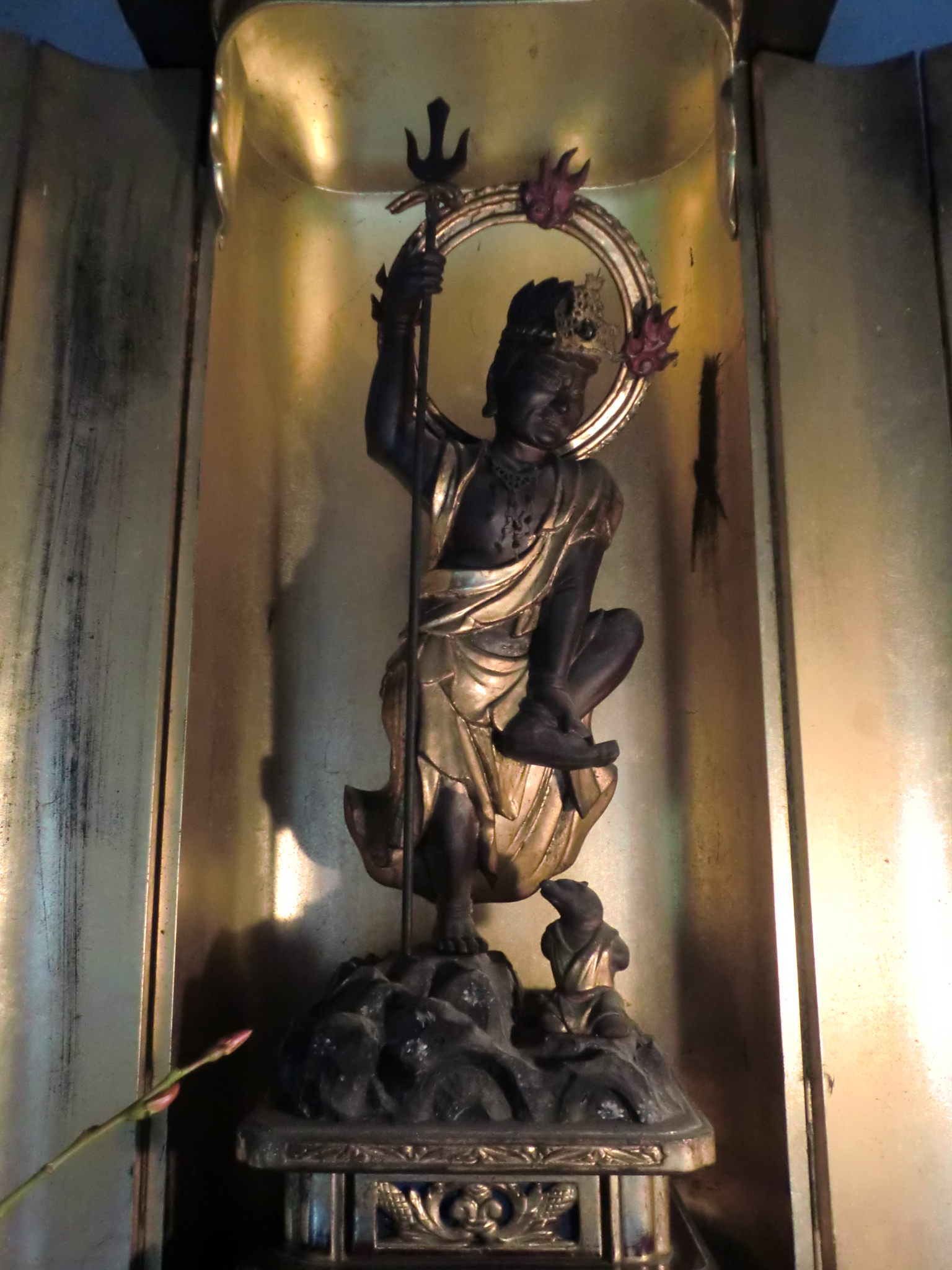
烏蒭沙摩明王像

## 前田利長墓所と八丁道
瑞龍寺から真っすぐ東方向に、長さ八丁（約870m）の参道「八丁道（はっちょうみち）」が延びる。東端には、前田利長の墓所である前田利長墓所（国の史跡）があり瑞龍寺と結んでいる。